# Straßenbahn Czernowitz

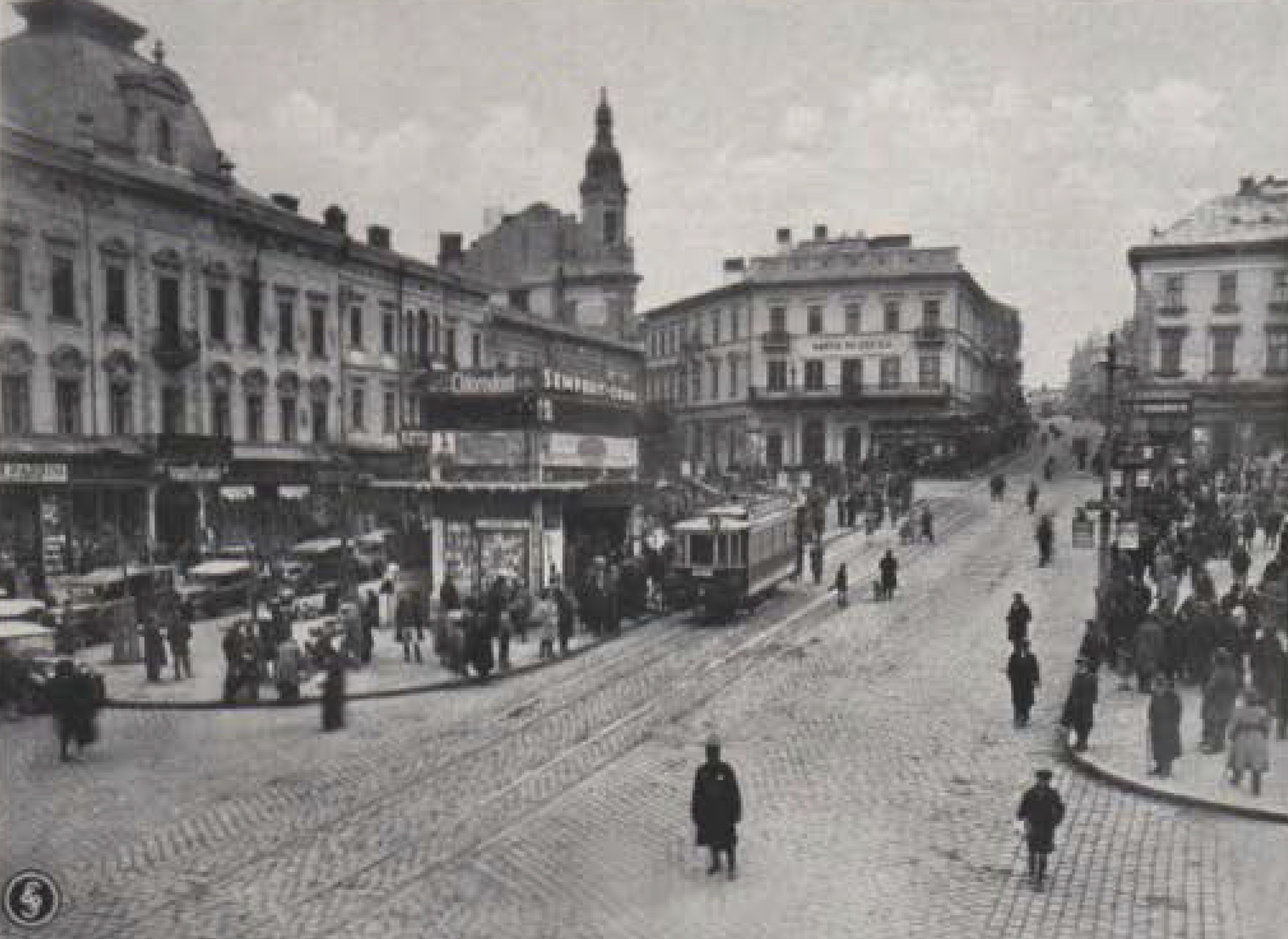
Straßenbahnwagen am Ringplatz

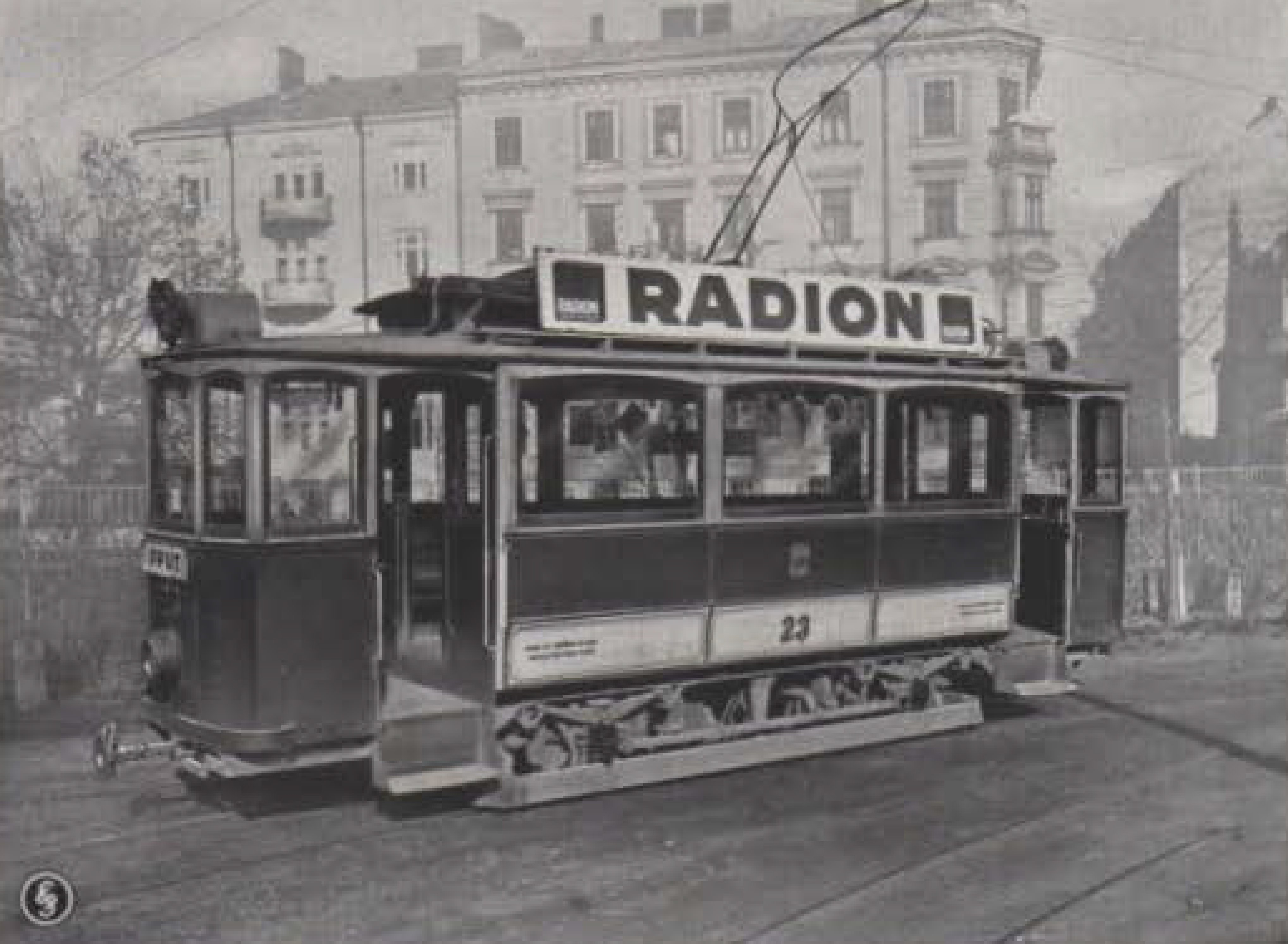
Triebwagen 23 mit Werbung für das Waschpulver Radion

Die Straßenbahn Czernowitz war ein meterspuriger Straßenbahnbetrieb in der heutigen Ukraine. Er lag in der früheren Landeshauptstadt Czernowitz des bis 1918 österreichischen Kronlandes Bukowina.

## Geschichte
Am 26. Juli 1896 wurde im Reichsgesetzblatt der Stadtgemeinde Czernowitz die Konzession zum Baue und Betriebe einer mit elektrischen Kraft zu betreibenden schmalspurigen Kleinbahn von der Pruth-Brücke, die Brückenstrasse, die Bahnhofstrasse, Hauptstrasse, über den Ringplatz, durch die Rathausstraße, Siebenbürgerstrasse, Schützengasse bis zum Vorplatze der Station Volksgarten der Lemberg-Czernowitzer Eisenbahn mit Abzweigungen von der Einmündung der Brückenstrasse in die Bahnhofstrasse bis zum Vorplatze des Aufnahmsgebäudes der Station Czernowitz und von der Einmündung der Gartengasse in die Siebenbürgerstrasse zur Wagenhalle erteilt. Die Inbetriebnahme der Straßenbahn erfolgte am 18. Juli 1897, wobei Siemens-Schuckert in seiner Broschüre zur Eröffnung abweichend den 1. August 1897 angibt. Ein Bericht zur Eröffnung erschien auch in der Czernowitzer Presse vom 1. August 1897.
In den Jahren 1907 und 1908 wurde die acht Kilometer lange Strecke teilweise zweigleisig ausgebaut. Im nicht ausgebauten Abschnitt wurde die Zahl der Ausweichen erhöht.
Im Zuge des Ersatzes durch eine Trolleybuslinie wurde die Straßenbahn am 20. März 1967 stillgelegt.

## Fahrzeuge
Die Fahrzeuge wurden von Ringhoffer und der Grazer Waggonfabrik geliefert, die elektrische Ausrüstung stammte von Siemens-Schuckert.

„Beim ersten Ausbau der Straßenbahn wurden 8 geschlossene zweiachsige Triebwagen mit Rollenstromabnehmern,  mit offenen Plattformen mit je 24 Sitz- und 6 Stehplatzen, Ausgerüstet mit je 2 Bahnmotoren à 26 PS in Betrieb gestellt.
Mit Rücksicht auf den steigenden Verkehr wurde der Fahrpark bald nach der Betriebseröffnung durch 4 weitere zweiachsige Triebwagen ausgerüstet mit je 2 Motoroen à 23 PS, im Jahre 1906 durch 2 vierachsige Triebwagen offener Bauart (Sommerwagen), ausgerüstet mit 4 Motoren à 26 PS, und durch 4 offene Anhängewagen vermehrt.
Im Jahre 1908 wurden neuerdings:
4 geschlossene zweiachsige Triebwagen mit 18 Sitz- und 17 Stehplätzen, ausgerüstet mit je 2 Motoren à 30 PS und im Jahre 1916 5 gleiche Triebwagen mit 18 Sitz- und 26 Stehplätzen, ausgerüstet mit je 2 Motoren à 45 PS angeschafft.
In der Zwischenzeit wurden bei vier Straßenbahnwagen wegen erhöhter Anforderungen die Motoren gegen solche größerer Leistung ausgetauscht.“

Die Beschaffung von offenen Sommertriebwagen war bei österreichischen Straßenbahnen sehr selten. Vierachsige Sommertriebwagen waren außer für Czernowitz nur für Prag beschafft worden.

## Denkmal

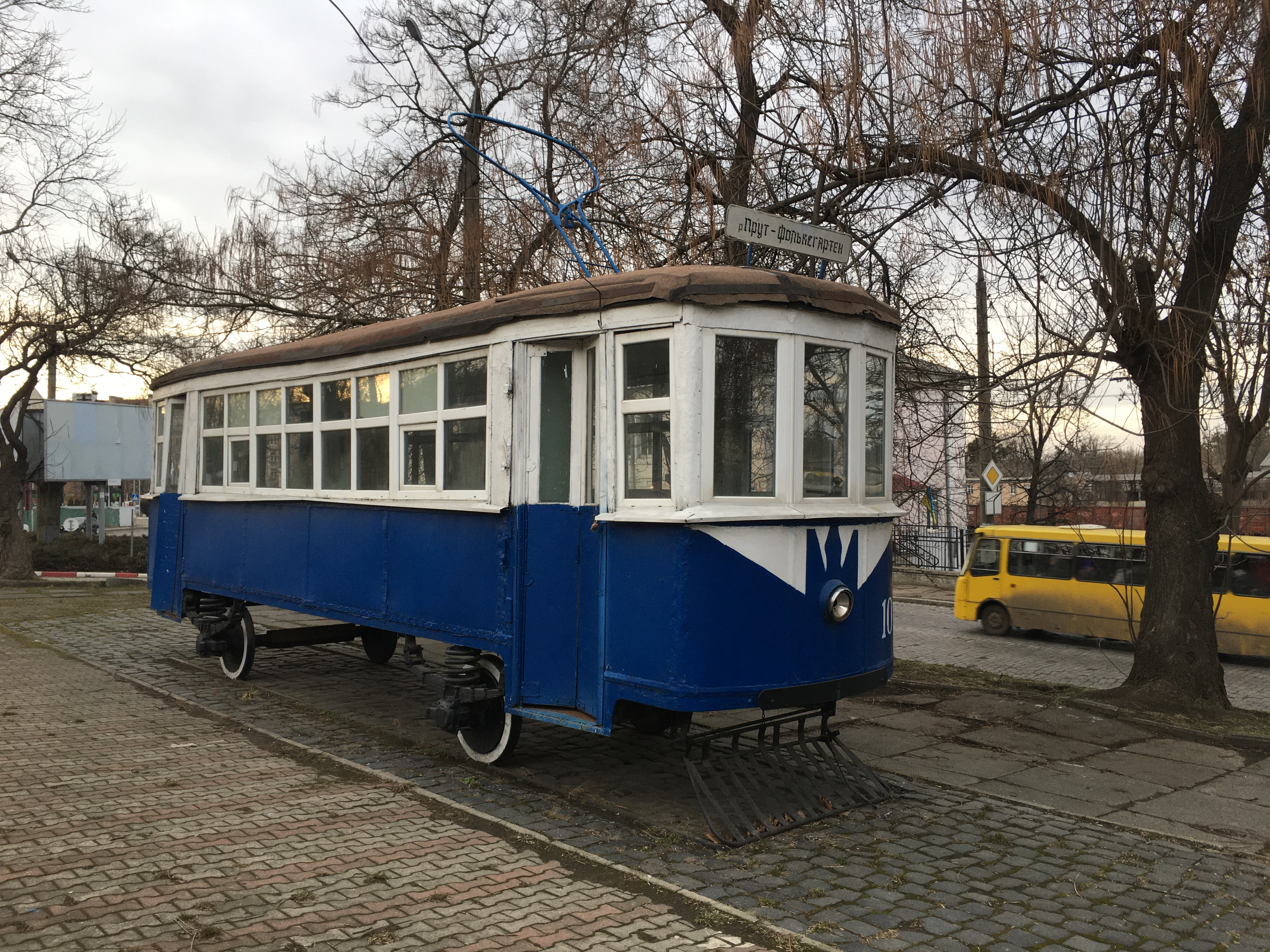
Straßenbahnwagen als Denkmal, auf dem Zielschild steht in kyrillischer Schrift in deutscher Sprache Prut – Folksgarten – die historisch korrekt genannten Endstellen der Straßenbahn

Im Stadtzentrum erinnert ein historischer Straßenbahnwagen – allerdings ohne Fahrgestell – an die ehemalige Straßenbahn. Das Fahrzeug war jedoch nie in Czernowitz im Einsatz gewesen, sondern stammt von der Straßenbahn Kiew.